# Лентини, Джанлуиджи
Джанлуи́джи Ленти́ни (итал. Gianluigi Lentini; 27 марта 1969, Карманьола, Италия) — итальянский футболист. Его переход в 1992 году в «Милан» из «Торино» за 13 миллионов фунтов стерлингов стал рекордным для того времени.

## Карьера
Лентини начал свою карьеру в «Торино», но сезон 1988/89 провёл в аренде в «Анконе». Когда он вернулся в «Торино», команда была в середине таблицы, но Джанлуиджи забил шесть мячей, а «Торино» добился выхода в «Серию А» на сезон 1990/91.
Лентини полностью оправдал вложения «Милана». Подписанное рекордное приобретение Лентини привело к судебным расследованиям (процесс Лентини). Президент Сильвио Берлускони отдает футболиста в распоряжение Фабио Капелло; чистый годовой доход Лентини составляет 4 млрд лир. В своём дебютном сезоне за этот клуб он сыграл 30 матчей и помог клубу выиграть чемпионат Италии. Джанлуиджи быстро стал одним из лидеров команды.
Однако через год после подписания контракта с «Миланом», 3 августа 1993 года, в возрасте 24 лет, спеша на свидание с супругой Сальваторе Скилаччи, Лентини попал в серьёзную автомобильную аварию по дороге домой из Генуи, где проходили предсезонные матчи, на трассе Турин — Пьяченца. Джанлуиджи чудом остался жив, сломав основание черепа, повредив глазницы и проведя около двух дней в коме. В какой-то мере врачам удалось поставить Лентини на ноги, но так, как раньше, больше он уже не играл.
В 1991—1993 годах 13 раз сыграл за сборную Италии.
В 1996 году играл в аренде в «Аталанте». Затем он вернулся в «Торино», откуда был продан в «Козенцу», где играл до 2004 года. Завершил карьеру в родной Карманьоле в 2012 году в возрасте 43 лет.